# بيت إت (أغنية)
تغلب عليه (بالإنجليزية: beat it)‏ هي أغنية روك للفنان الأمريكي مايكل جاكسون، والتي أخذت من الألبوم ثريلر الذي صدر في عام 1982، كتبها ولحنها مايكل جاكسون مع إنتاج مشترك مع كوينسي جونز، وهي ثالث أغنية من الألبوم. في الأصل، كان يحلم جونز بأغنية روك أند رول بلهجة الموسيقى السوداء، في حين لا ينجذب جاكسون إلى هذا النوع . إدي فان هالين، هي فرقة الروك فان هالين، أعطت أغنية منفردة شهيرة بالإيتار، الذي لم تدفع في مواضع، «أنا فعلت هذا كخدمة، هذا واجبي الطبيعي». كلمات تغلب عليه beat it (التي تستخدم في الأغنية بمعنى «اخرج!») تتكلم عن الهزيمة والشجاعة، الفعل ليس دائمًا للضرب وأن هناك طرق أخرى غير العنف. في أعقاب المبيعات الممتازة أغنيتين لأول لألبوم thriller The Girl Is Mine Billie Jean وخرجت في 14 فبراير 1983 وحصلت على نجاح كبير في جميع أنحاء العالم باعتبارها وهذا تجاريًا حيث أصبحت واحدة من أكثر الأغاني تباع في كل العصور وفي الوقت نفسه Billie Jean وBeat It أصبحت كلاهما من أعلى 5 مبيعات قياسية، وهو إنجاز نادرًا ما يحصل عليه فنانين آخرين. Beat It وضعت في قرص من البلاتين سنة 1989. الفيديو الذي يصاحب هذه الأغنية تظهر وصول جاكسون إلى مكان عصابتين متحاربتين ومنعهم من القتال من خلال قوة الرقص. Beat It كوفئت بجوائز مرات عديدة، من بينهم جائزتي جرامي Grammy Awards، وجائزتي الموسيقى الأمريكية American Music Awards ودخول إلى منتجي الموسيقى الفيديو فئة المشاهير. وكذلك استخدمت من قبل العديد من الفنانين، واستخدمت أيضًا لحملة مكافحة المخدرات. مايكل جاكسون حصل على جائزة من الرئيس رونالد ريغان في البيت الأبيض. Beat It هي واحدة من الأغاني الرئيسية جاكسون غناها في جميع الجولات التي قام بها.

## الإنتاج والموسيقى

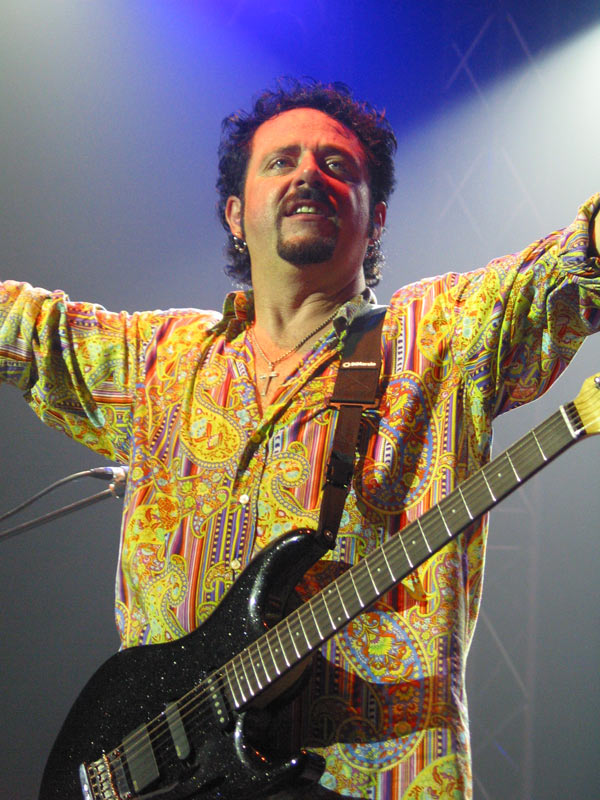
ستيف لوثر

أثناء إنشاء القصة المثيرة Thriller، قرر كوينسي جونز أن يضيف أغنية الروك على الألبوم لإضفاء الشهرة. هدفها هو جلب انتباه «الجمهور الأبيض» بما في ذلك الشباب الذين يحبون the hard rock  بدون إهمال «الجمهور السود». حيث طلب من جاكسون أن يتخيل النسخة «السوداء» من نوع my sharona شارونا الفرقة الموهبة للروك في كاليفورنيا. على الرغم من أنه لم يشعر أبدا في مصلحة موسيقى الروك آند رول، وافق مايكل جاكسون على كتابة هذه الأغنية. قال لاحقا: "أردت أن أكتب أغنية، ونوع الأغنية التي كنت قد اشتريتها إذا اضطررت إلى شراء أغنية الروك... هذه هو السبب التي أدى إلى إنتاجها وكذلك أردت حقًا الشباب يستمتعوا بها - طلاب المدارس وكذلك طلاب الجامعات. لحفظ أغنية، تعاون مايكل جاكسون مع أعضاء فرقة توتو Toto . واثنان منهم قد عملت بالفعل معه ل Off the Wall. وما عدا هذا كان Steve Lukather عازف الجيتار الوحيد لفرقة توتو، الذي يلعب كل المقطوعات. لكن، وكما يعترف هو نفسه، الجميع لا يتذكرون إلا إدي فان هالين. ويذكر: "في الواقع، تعاقد معنا لأنه يحب ما فعلناه. حدث في مزاج جيد ودون مشاكل. على بعض النقاط، وقال إن له احتياجات. على الآخرين، وقال انه دعونا نفعل ما كنا نريده. على أي حال، لم يكن هناك في كل وقت. ولهذا أعطى 'Beat It'.
من أوائل المستمعين لتسجيل الأغاني، كوينسي جونز هو من أكد أن هذا هو بالضبط ما أراد. عازف الجيتار الروك ايدي فان هالين، زعيم الفرقة الصخور الصلبة فان هالين، وجندت لاستعمال الإيتار الكهربائي المنفرد  عندما دعا كوينسي جونز على الهاتف وطلب منه المشاركة اعتقد فان هالين أنه ضحية لخدعة الدعوة. بعد ذلك أدرك أن الدعوة كانت حقيقية، وسجل فان هالين بواسطة غيتاره، دون أن بدفع مقابل حضوره «أنا فعلت هذا كخدمة» لإعطاء تفسير موسيقي. أضاف قائلا: («كنت أحمق الكامل، بالإضافة إلى بقية الفرقة مديرنا وجميع الأعضاء. أنا لم يتم استخدامي بل كنت أعرف ماذا افعل؟ —لا أفعل شيئا إلا إذا كنت أريد أن افعله»). كوينسي جونز ومايكل جاكسون قاما بالعودة إلى ديارهم بعد مشروع الأغنية التي سجلها. وشقيقه عازف الجيتار، ستيف Lukather، يذكر أن«في البداية نحن عزفنا كما إدي لعب جيدا بالإيتار ولكن كان كوينسي جونز كان صاخبا جدا. لذلك اضطررنا للحد من صوت الإيتار المشبع وهذا هو ما تم إنتاجه». وهي واحدة من الأغنيات الأربع الماضية التي تمت من البوم Thriller وأغاني آخر مثل Human Nature, P.Y.T. (Pretty Young Thing.
وبالنسبة للأغنية، وعندما بدأ فان هالين باستعمال غيتاره، يوجد صوت وكأن احداً ما طرق على الباب. وتشير الشائعات أنه الشخص الذي من شأنه دخل عن غير قصد الأستوديو في وقت التسجيل. وتقول قصة أخرى أن الصوت كان يأتي فقط فان هالين عندما يضرب غيتاره الخاص. جاءت كلمات تغلب عليه beat it بمعنى «تعليق حزين على الطبيعة البشرية». عبارة «لا يكون رجلًا مفتول العضلات» يعبر عن الاشمئزاز جاكسون نحو العنف، في حين يشير إلى أطفاله من سوء المعاملة التي لحقت به على يد والده Joseph جوزيف. وسائل الإعلام الأخرى ويقول مازحًا أن كلمات هي إشارة إلى الاستغلال (أطعمه اللحم بالعامية الإنجليزية). لعبت الأغنية في de mi bémol mineur، في وتيرة سريعة باعتدال من 132 نبضة في الدقيقة (الإيقاع اليجرو). في الأغنية سجل جاكسون صخبًا يمتد من si2 إلى ré4.

## مقطع الفيديو

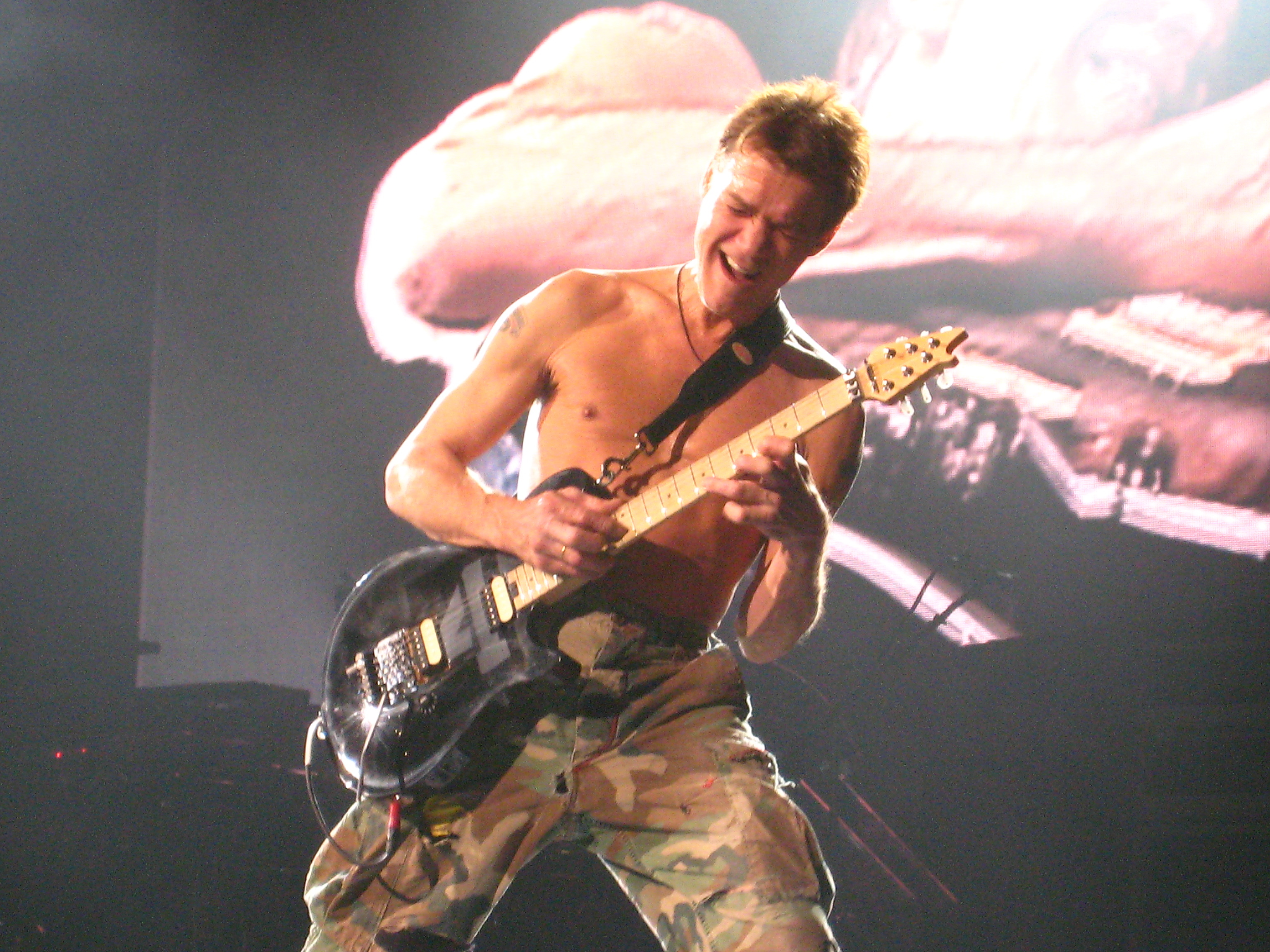
ايدي فان هيلين

فيديو beat it ، من إخراج بوب جيرالدي وتصوير من قبل مايكل بيترز، ويساعد في إقامتها جاكسون الفنان الاستثنائي فيMTV ·  جاكسون هو أول من مثل الشباب السود والعنف في الشوارع. وهو أيضا أول من اقترح أن الرقص في انسجام جنبا إلى جنب. ومقاطع الفيديو Beat It و Thriller أصبحت مشهورة من حيث تصميم الرقص الجماعي، لتعطي علامة تجارية لمايكل جاكسونn. بعد إضافة مصداقية لهذا الإنتاج، والفيديو يضم 80 فردا من العصابة و 18 الراقصين المحترفين. مستوحاة من برودواي الموسيقية، قصة الجانب الغربي Broadway, West Side Story ، مقطع يكلف 150 000 دولار لمايكل جاكسون لتحقيقه، ورفض CBS لتمويل · . تصميم الرقص الجماعي أعطى تفصيلا جديدا فتح آفاق جديدة للرقصات في الولايات المتحدة.
مقطع الفيديو ظهر وقت العشاء على الأخبار على شكل شغب مدبر. ويتكرر هذا المشهد في قاعة تجمع وشريط، وصول أفراد العصابة راجلين عبر المجاري أو الجلوس وراء الشاحنات. اللقطة التالية يظهر جاكسون يرقد على السرير، والتأمل في عبثية العنف. المغني يترك الغرفة اثر الضجة التي تسببها عصابات متنافسة. يرتدي سترة جلدية حمراء، جاكسون يرقص على طول الطريق، من خلال عشاء وغرفة تجمع، للانضمام إلى القتال. ليصل المغني إلى مكان الحادث لتنتهي المعركة ويبدأ الرقص الجماعي.ثم ينتهي الفيديو بعد انضمام أفراد العصابة الآخرين في الرقص، وفهم أن العنف ليس حلا لمشاكلهم.
فاز فيديو بالعديد من الجوائز. مايكل جاكسون حصل عن جوائز الموسيقى الأمريكية American Music Awards لأفضل أسعار مقاطع بوب / روك والروح وجائزة أفضل أداء الفيديو إلى جوائز الذهب الأسود Black Gold Awards .و منحته Billboard Video Awards جوائز فيديو سبع جوائز: أفضل عموما فيديو كليب، أفضل أداء من قبل الفنان ذكر، أفضل استخدام الفيديو لتعزيز أغنية، أفضل استخدام الفيديو لتحسين صورة فنان، وأفضل تصميم الرقصات، وعموما أفضل فيديو وأفضل الرقص يأتي في المرتبة / ديسكو 12. صنف المقطع في المقام الأول من قبل مجلة رولينج ستون Rolling Stone، في الدراسات الاستقصائية من النقاد والقراء. وأخيرا، دخل قاعة الموسيقى منتجي الفيديو للمشاهير Hall of Fame.

## النقد
بعد النجاح الذي حققته The Girl Is Mine و Billie Jean ، و Beat It ظهرت 45 دورة 14 فبراير 1983. على الرغم من نصيحة CBS، فرانك ديليو، نائب الرئيس من السجلات ملحمة Epic Records، أقنع جاكسون إخراجه وذلك عندما أصبح بيلي جين رقم واحد في المبيعات. ديليو Dileo ، الذي كان في وقت لاحق مدير المغني، مقتنع بأن عنوانين اثنين يمكن يحضا بنجاح في أعلى 10 الأوائل في نفس الوقت. بيلي جين بقي في الجزء العلوي للترتيب ل Billboard لمدة سبعة أسابيع قبل أن يتم استبداله هيا ايلينCome On Eileen. الأغنية Dexys Midnight Runners في الأسبوع لم تبقى في المقام الأول قبل مايكل جاكسون يوجد في قمة الترتيب مع أغنية Beat It  · . بيلي جين Billie Jean و Beat It احتلتا أعلى 5 أفضل مبيعات في نفس الوقت، الذي لم يستطيع عدد قليل جدا من الفنانين تحقيقه. بقيت الأغنية رقم واحد لمدة ثلاثة أسابيع ولكن احتلت الترتيب ال14 من الأفضل مبيعا أغاني الروك من مجلة بيلبورد Billboard في الولايات المتحدة. بل حقق أيضا مركز من أفضل ثمانية مبيعات لسنة 1983 في الولايات المتحدة. Beat Itحققت نفس النجاح في الخارج: رقم واحد في المبيعات في نيوزيلندا، 3 في المملكة المتحدة، من أعلى 20 في النمسا، النرويج، إيطاليا، السويد وسويسرا. وبعد الإصدار عنها أصبحت من أفضل Visionary: فيديو فردي، ارتفعت إلى المركز ال15 في أفضل المبيعات في عام 2006 في المملكة المتحدة. وكإجمالي عدد الألقاب التي تم تحميلها بشكل قانوني في الولايات المتحدة حتى مارس عام 2009، بلغ 668000 نسخة. منذ وفاة المغني الذي وقع الجمعة 25 يونيو 2009، والمبيعات ترتفع و Beat It تحتل المركز ال30 (9566 نسخة) المستوى الفردي في المملكة المتحدة للأكثر بيعا.
Beat It حصلت على العديد من الجوائز. في جوائز جرامي Grammy Awards de 1984 مايكل جاكسون حصد ثماني جوائز من بينهم اثنان ل Beat It: سجل من السنة وأفضل أداء روك. بعد بضعة أشهر صدوره، القرص أصبح يسمى القرص الذهبي بسبب مبيعاته ما يقرب من مليون نسخة بيعت. في عام 1989، واحد تم إعادة صناعته بالبلاتين من قبل رابطة صناعة التسجيلات الأمريكية Recording Industry Association of America.

## الأداء على المسرح
في 14 يوليو 1984، أدى جاكسون الأغنية أثناء جولة فيكتور مع إخوته. وقد انضم عازف الغيتار إدي فان هالين إلى الإخوة ليؤدي معهم الأغنية. الأغنية أصبحت جزء مهم من مسيرة مايكل جاكسون. فقد أدى جاكسون الأغنية في جميع جولاته العالمية: باد وورلد تور، دينجروس وورلد تور ووهيستوري وورلد تور  · . أداء جاكسون للأغنية ضمن جولته يوم 1 أكتوبر 1992 أصدر على شكل دي في دي ضمن مجموعة صندوق مايكل جاكسون: دا التميت كوليكشن . وفي قرص دي في دي آخر تحت عنوان لايف في بوخارست Live in Bucharest: جولة دينجروس The Dangerous Tour  · . كما أدى جاكسون الأغنية في حفل مايكل جاكسون: احتفال الذكرى الثلاتين وهما حفلتين أقامهما مايكل للاحتفال بثلاثين سنة منذ انطلاق مسيرته الفنية، وهنا انضم إليه عازف الغيتار سلاش كضيف موسيقي.
بيت إت أيضا كانت ضمن أغاني حفلات دي إيز إت التي كان سيؤديها جاكسون في لندن قبل وفاته سنة 2009.

## الشهرة والتأثير

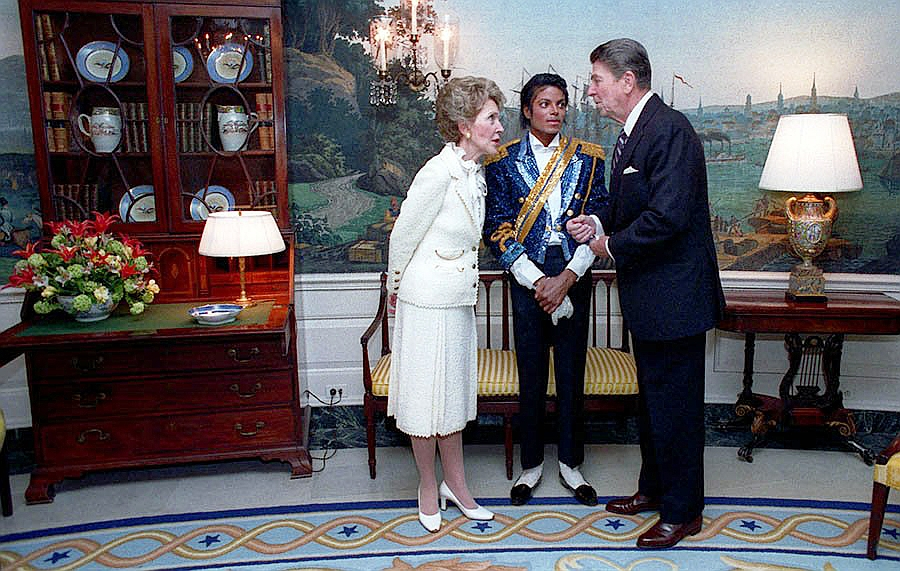
مايكل جاكسن و رونالد و نانسي ريغن, البيت الأبيض, 14 ماي 1984

Beat It شهد شهرة باعتبارها واحدة من الأغاني الأكثر نجاحا المعترف بها في تاريخ موسيقى البوب. العنوان وكليب كان لهما تأثير واسع على ثقافة البوب. يعتبر رائد من الصخور السوداء أو الروك الأسود، وهي واحدة من الركائز الأساسية للألبوم القصة المثيرة  Thriller. [6] تواصل إدي فان هالين أن أشاد «الإيتار عظيم»، والتي ساهم في فوزها باعتبارها واحدة من أكبر الفردي بيعا في كل العصور.
بعد وقت قصير من صدوره، Beat It تم استخدامه من قبل لجنة سلامة الطرق السريعة الوطنية National Highway Safety Commission كحملة ضد القيادة تحت المشروب: "الشرب والقيادة يمكن أن يقتل الصداقة". في 14 أيار 1984، وحصل جاكسون على جائزة من الرئيس رونالد ريغان في البيت الأبيض تقديرا لمساعدته في البلاد. وقال ريغان أن جاكسون كان "دليلا على ما يمكن للشخص أن ينجز من خلال أسلوب حياة خالية من الكحول أو المخدرات. على الصغار والكبار على حد سواء احترام ذلك. وإذا قام الأميركيون بالاقتداء به، بالتالي نستطيع مواجهة مشكلة القيادة تحت تأثير الشرب، ونستطيع كذلك بعبارة مايكل beat it أي تغلب عليه.

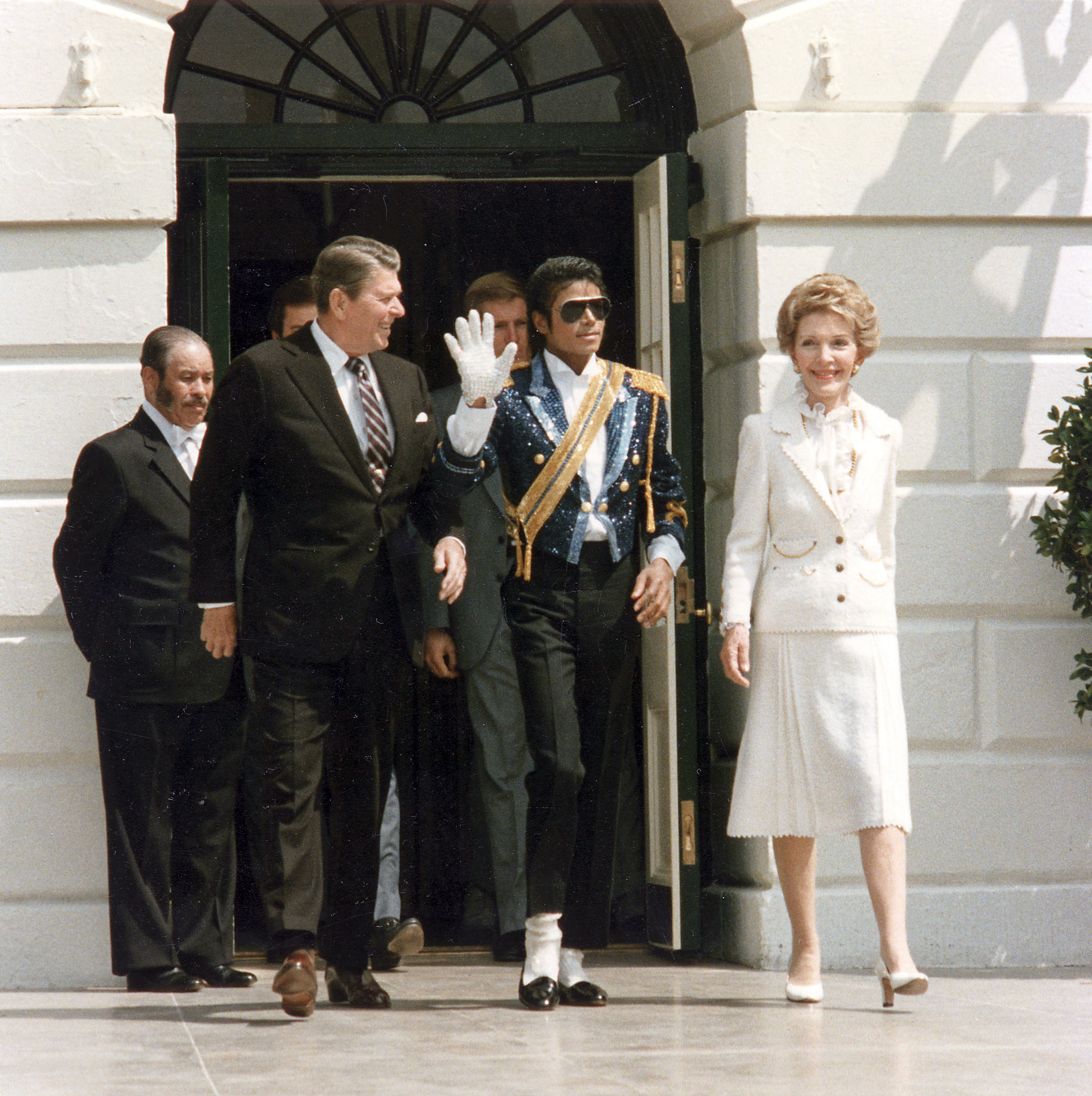
رونالد ريغن و مايكل جاكسن, أمام البيت الأبيض

أدرجت في قوائم أفضل الأغاني، أغنية Beat it صنفت في المرتبة الرابعة في كل العصور في استطلاع للرأي أجري في عام 2005 من قبل شركة سوني إريكسون المفضلة. ما يقارب 700000 شخص من 60 بلدا يشاركون في هذا الاستطلاع. الأغنية طرحت في فيلم العودة إلى المستقبل II Retour vers le futur II, r، زولاندر Zoolande وتشغيل غير تقليدي Opération funky.

## الاستيلاء
واحدة من أقدم الأغاني على Beat It هي Eat It ل Weird Al Yankovic في عام 1984. سجلت يانكوفيتش الأغنية بالاتفاق مع جاكسون. «السبب الوحيد الذي سمح لي أن افعل ذلك، هو أن لديها حس النكتة».و قال أكثر من ذلك يانكوفيتش في وقت لاحق. «ومما يثلج الصدر أن تجد أحدا من الشعبية كما، موهوب وقوي، الذي يمكن أن يتقبل نكتة»). فازت الأغنية على جائزة غرامي Grammy Award لأفضل أغنية الكوميديا ومعتمدة سجل الذهبي في عام 1989). مقطع يظهر جزءا من Beat It، من مشهد لمشهد، في مقطع هزلي.. نتيجة لتشابهات، مايكل جاكسون يتلقى الإتاوات من يانكوفيتش.
Beat It تعكس أيضا موسيقى الروك البوب الأمريكية Fall Out Boy ، والتي تظهر على الألبوم ويعيش في فينكس Live in Phoenix الذي صدر في عام 2008. وتم إنتاج الموسيقى والفيديو الجديدين لهذه المناسبة. هذا يحتوي على العديد من المراجع لمايكل جاكسون (التمشي على سطح القمر moonwalk ، على سبيل المثال). سجلت المجموعة أيضا نسخة تشا تشا تشا من هذه الأغنية مع الموسيقيين الكوبيين على الألبوم إيقاعات ديل موندو الكلاسيكية Rhythms del Mundo Classics. وبالمثل، فإن مجموعة death metal عشرة رجال ملثمون يأخذ العنوان من خلال تبني أسلوب أكثر عدوانية مع صوت مشوه من القيثارات، والجزء الدقيق جدا بالطبل وغناء تسمى نخر grunt.
ريمكس 2 Bad على الدم الألبوم على حلبة الرقص Blood on the Dance Floor، ويحتوي على عينة من تغلب عليه Beat It، الراب جون فورت John Forté بالإضافة عزف الإيتار منفردا ل Wyclef Jean. ألفين والسنجاب Alvin et les Chipmunks أدى الأغنية أثناء حلقة من المسلسل التلفزيوني الخاصة بهم. وبالمثل، فإن الفرقة heavy metal Metallica استرجعBeat It في حفل توزيع جوائز MTV فيديو الموسيقى في عام 2003. في عام 2004، أصدرت Señor Coconut and His Orchestra عنوان لاتيني السيرة الذاتية.
استأنفت إصدار لو فاي lo-fi ، بالدمج مع بيلي جين Billie Jean وماتيو Mathieu Boogaerts في عام 1998 على ألبوما بعنوان أنا تعبت من يجري كل J'en ai marre d'être deux..
أيضا في عام 1998، Beat it اتخذ من قبل مجموعة Progressive Metal هولندية Lemur Voice في ألبومها، في إصدار جمع بين الكتابة الأصلية الموجهة إلى الامتناع الجاز السلس.
في عام 2009، جاء الدور على الإيتار الموهوب السويدي Yngwie Malmsteen لتقديم اقتراح منهج للأغنية للتغلب عليه Beat It المتوفرة على تجميع عالية التأثير
High Impact

## روابط خارجية
- Michael Jackson - Beat It على يوتيوب
- كلمات الأغنية الكاملة على مترولايركس